# Gare de Chevilly
La gare de Chevilly est une halte ferroviaire française de la ligne de Paris-Austerlitz à Bordeaux-Saint-Jean, située sur le territoire de la commune de Chevilly, dans le département du Loiret, en région Centre-Val de Loire.
C'est une halte de la Société nationale des chemins de fer français (SNCF) desservie par les trains du réseau TER Centre-Val de Loire.

## Situation ferroviaire
Établie à 123 m d'altitude, la gare de Chevilly est située au point kilométrique (PK) 107,600 de la ligne de Paris-Austerlitz à Bordeaux-Saint-Jean, entre les gares ouvertes d'Artenay et Cercottes.

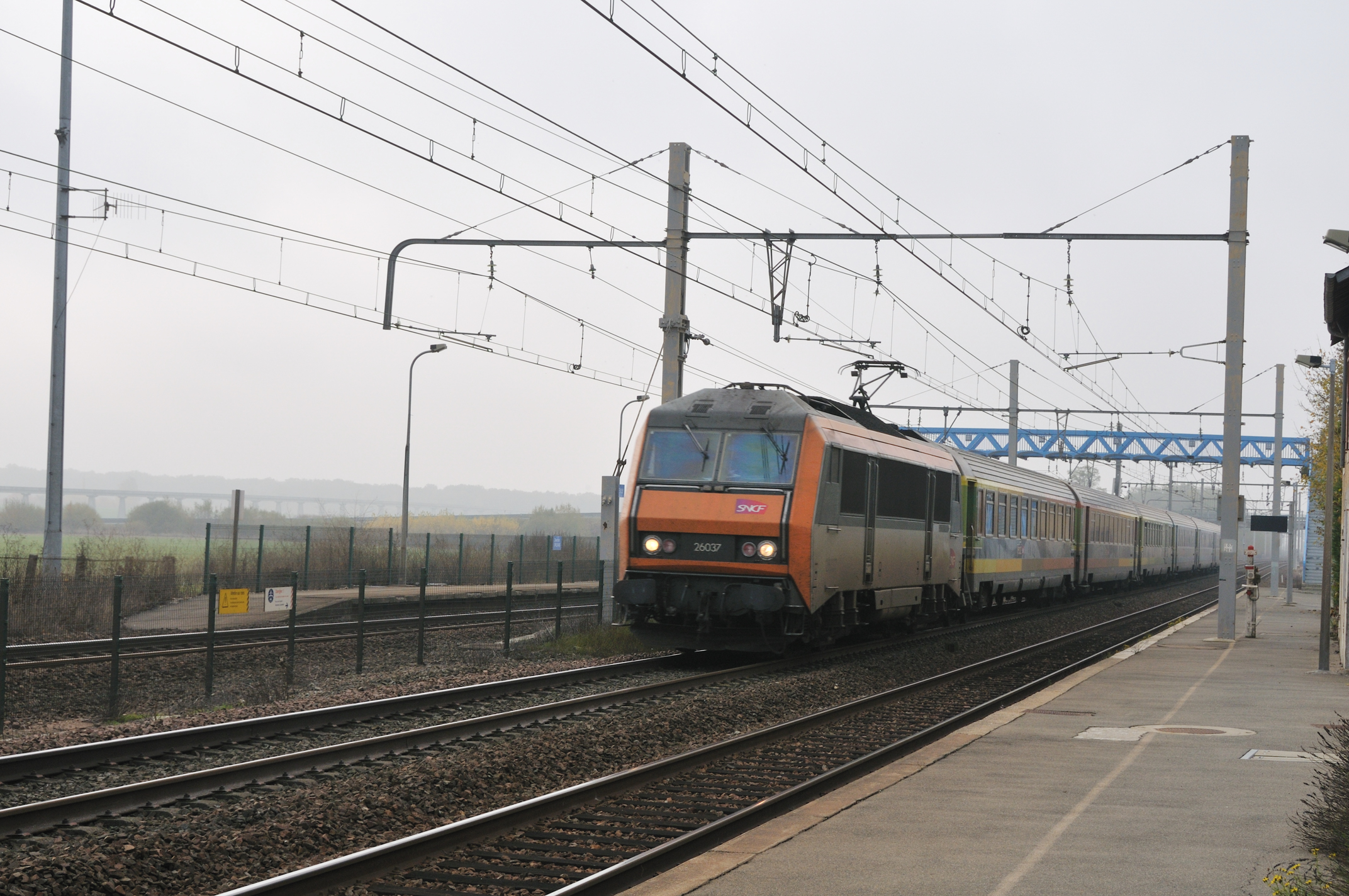
Train Intercités allant vers Paris.

## Histoire
La gare est ouverte le 5 mai 1843.

### Fréquentation
Selon les estimations de la SNCF, la fréquentation annuelle de la gare figure dans le tableau ci-dessous.
| Année               | 2015   | 2016   | 2017   | 2018   | 2019   | 2020   |
| ------------------- | ------ | ------ | ------ | ------ | ------ | ------ |
| Nombre de voyageurs | 39 457 | 35 606 | 33 060 | 39 508 | 45 655 | 42 337 |

## Service des voyageurs

### Accueil
Elle est équipée de deux quais latéraux qui sont encadrés par trois voies. Le changement de quai se fait par une passerelle.

### Desserte
La gare est desservie par des trains du réseau TER Centre-Val de Loire (ligne Paris - Orléans), à raison de six aller-retour. Les trajets sont assurés par des rames tractées. Le temps de trajet est d'environ 1 heure 20 minutes depuis Paris-Austerlitz et 18 minutes depuis Orléans.

## Galerie de photos

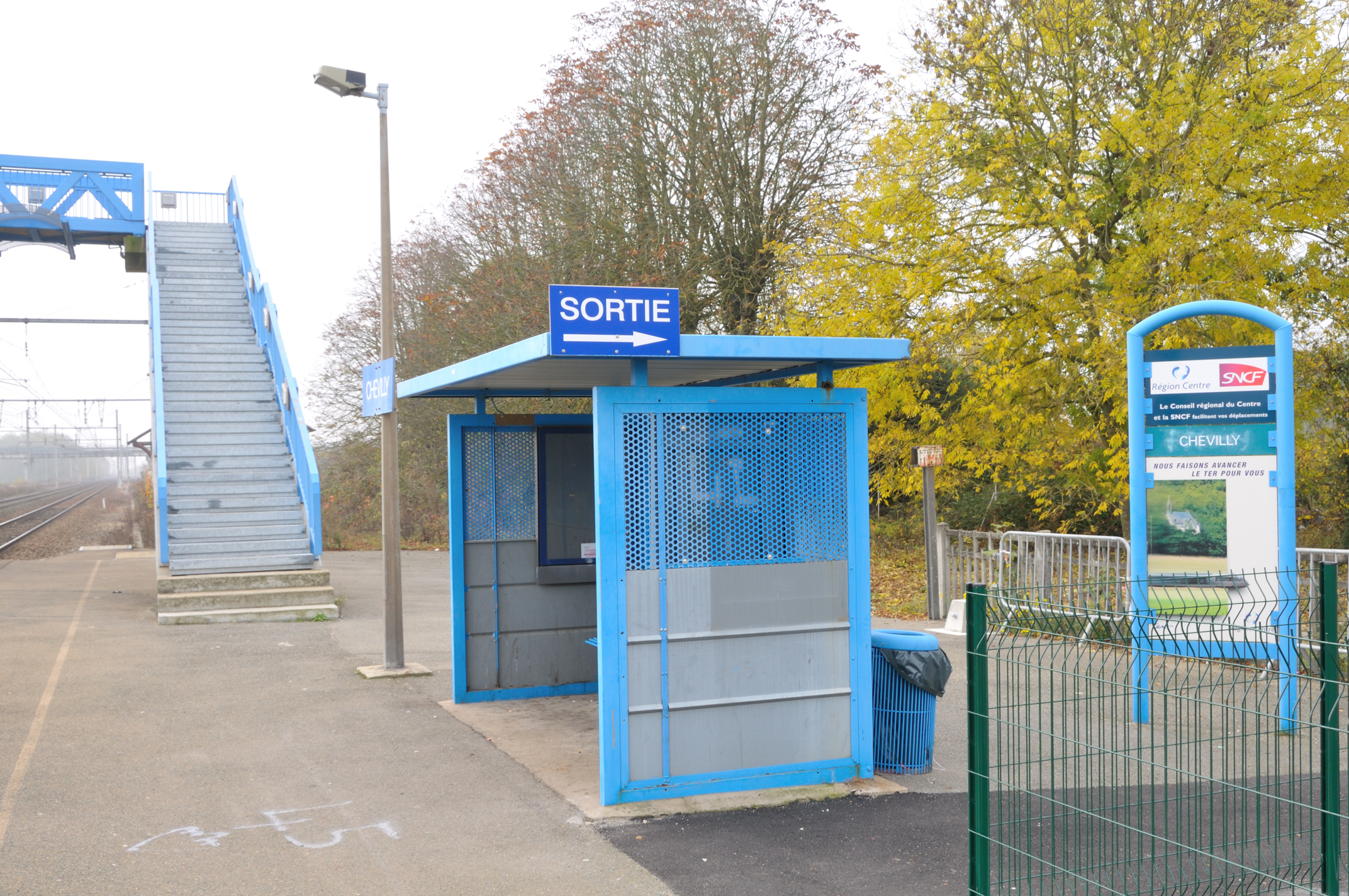
L'abri de quai.
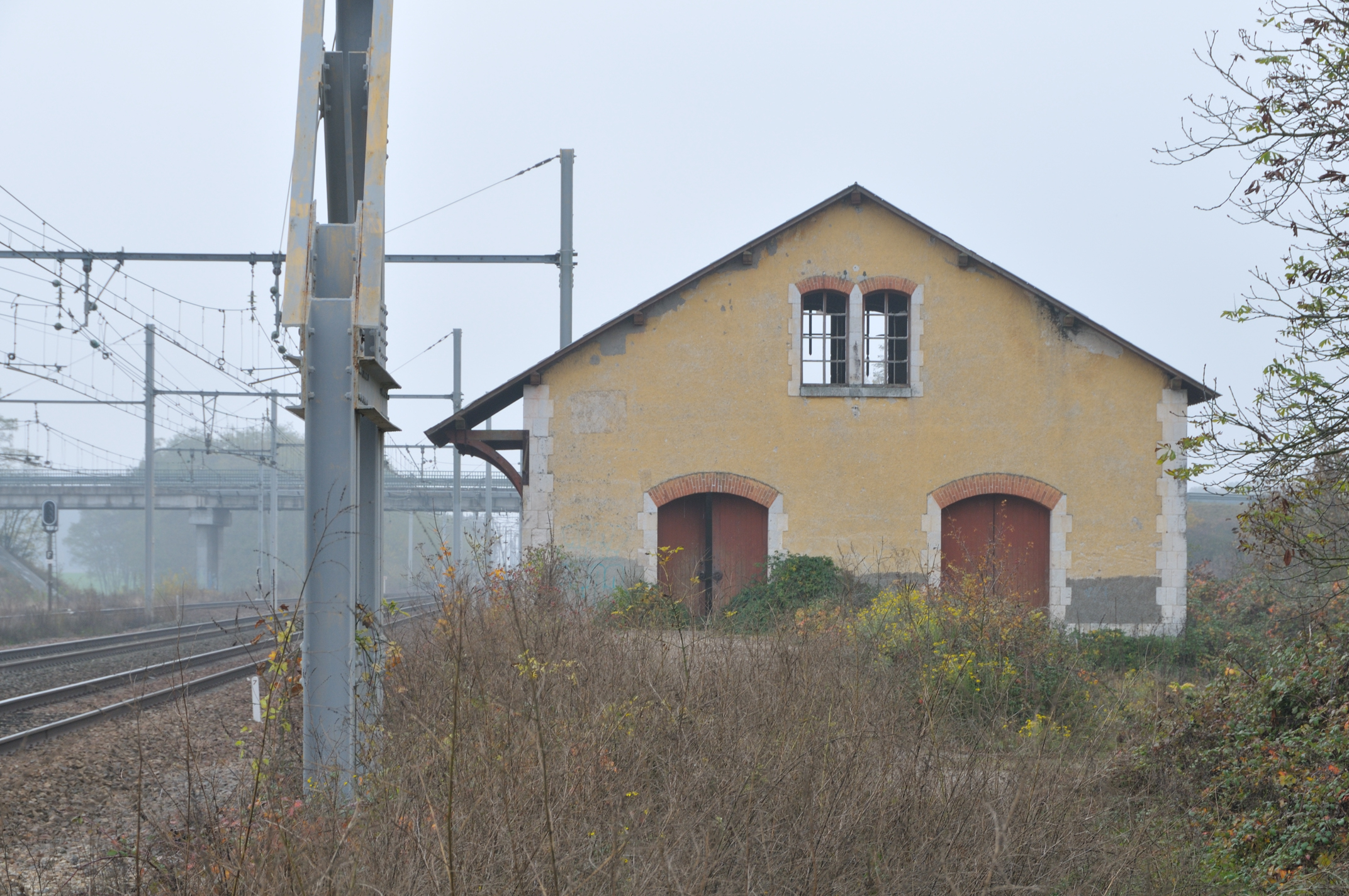
L'ancienne halle aux marchandises.
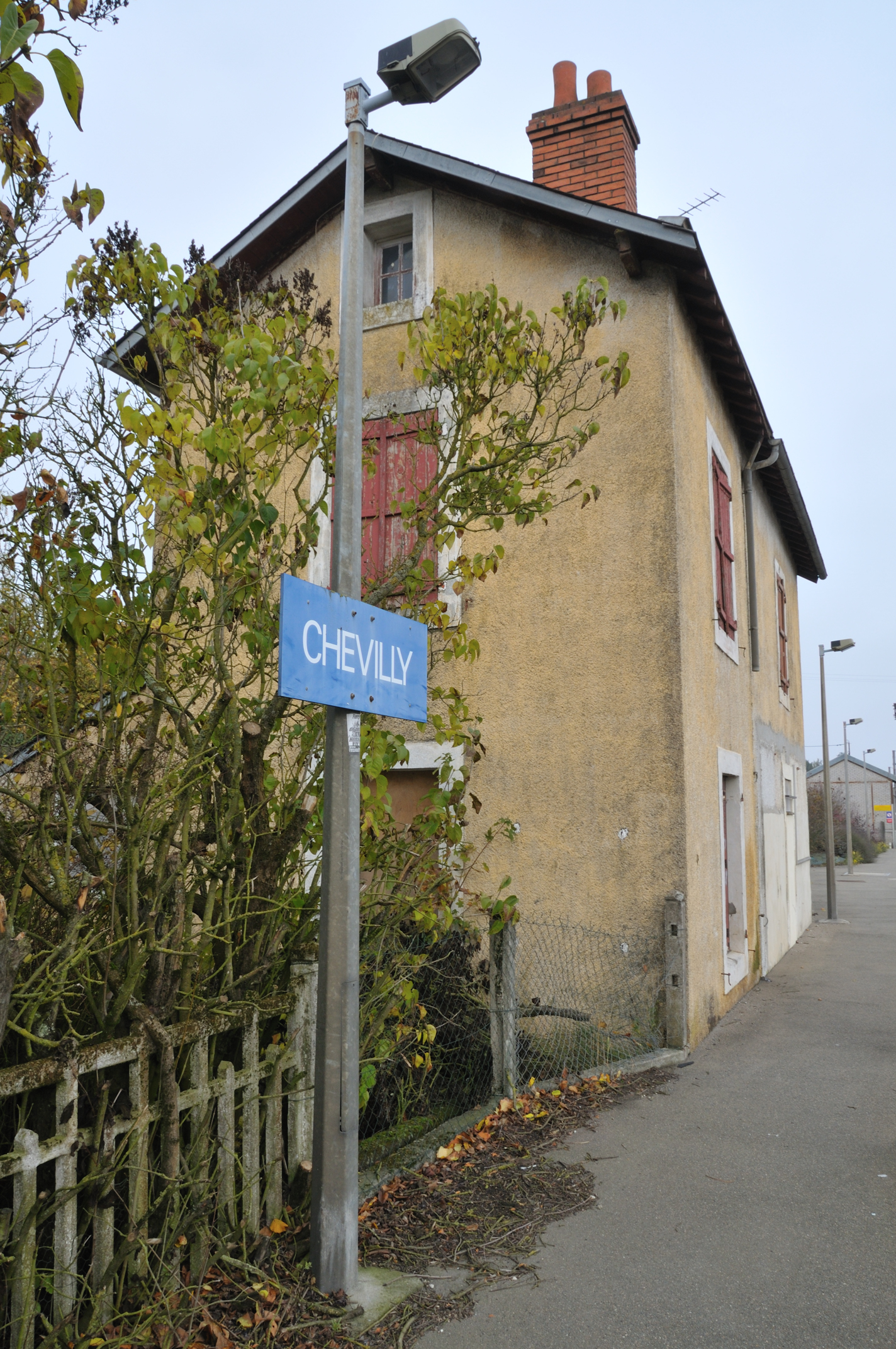
Panneau indiquant le nom de la gare.